# Mount Shearer
Mount Shearer är ett berg i Antarktis. Det ligger i Östantarktis. Nya Zeeland gör anspråk på området. Toppen på Mount Shearer är 2 100 meter över havet, eller 442 meter över den omgivande terrängen. Bredden vid basen är 7,3 km.
Terrängen runt Mount Shearer är bergig åt sydväst, men åt nordost är den kuperad. Trakten är obefolkad. Det finns inga samhällen i närheten.